# آرثر جونسون (لاعب كرة سلة)
آرثر جونسون (20 ديسمبر 1982 في الولايات المتحدة - ) (بالإنجليزية: Arthur Dock Johnson)‏ هو لاعب كرة سلة أمريكي في مركز الوسط.

## وصلات خارجية
- آرثر جونسون على موقع كرة السلة الأوروبية.كوم (الإنجليزية)
- آرثر جونسون على موقع كلية كرة السلة في سبورتس رفرنس.كوم (الإنجليزية)
- آرثر جونسون على موقع ريلجم (الإنجليزية)
- آرثر جونسون على موقع بروبوليرز (الإنجليزية)
- آرثر جونسون على موقع سبورتس رفرنس (الإنجليزية)